# Beloslava a Bulgariei
Beloslava (în bulgară Белослава) a fost o prințesă bulgară și regină consoartă a Regatului Serbiei între 1234 și 1243, ca soție a regelui Ștefan Vladislav I.

## Istorie
Beloslava a fost fiica țarului Ioan Asan al II-lea al Bulgariei și a primei sale soții de origine cumană Anna (nume religios Anisia), menționată în Sinodicul Bisericii Bulgariei. Cuplul a avut o altă fiică - Maria, care s-a căsătorit cu Manuel al Epirului. Este posibil ca Beloslava și sora ei Maria să fi fost copii ilegitimi ai lui Ioan Asan, deoarece prima sa căsătorie cu Anna nu a fost recunoscută de Biserica Ortodoxă Bulgară. Dar nu a existat niciun dubiu despre nașterea nobilă a fiicelor sale, astfel că ambele au fost căsătorite cu bărbați cu un statut aristocratic înalt. 
După bătălia de la Klokotnița din 9 martie 1230, Țaratul Vlaho-Bulgar a devenit prima putere politică din Balcanil, iar Beloslava a fost căsătorită cu prințul sârb Stefan Vladislav. Căsătoria a fost aranjată de unchiul său, Rastko Nemanjić (Sfântul Sava), pentru a asigura relații bune între Regatul Serbiei și Țaratul Vlaho-Bulgar. 
În 1234, o lovitură de stat în Serbia, cu ajutorul bulgarilor, l-a răsturnat de la putere pe regele Stefan Radoslav, ginerele și protejat al despotului Teodor al Epirului și l-a înlocuit cu Ștefan Vladislav, care era fratele său vitreg. Așadar, Beloslava a ajuns noua regină consoartă a Serbiei. 
Influența politică bulgară în Serbia s-a încheiat după moartea țarului Ioan Asan al II-lea în timpul invaziilor tătarilor în Europa de Vest. În 1243, Stefan Vladislav a fost răsturnat de la putere de fratele său mai mic, Ștefan Uroš I, iar Beloslava a fugit în Republica Ragusa. Noul rege sârb a insistat ca ea să fie ținută sub control strict și, ca răspuns, a primit un jurământ, în scris, care afirma că Beloslavei nu i se va permite să se întoarcă în Serbia. 
Curând, conflictul dintre Ștefan Vladislav I și Ștefan Uroš I a fost rezolvat. După negocieri, Vladislav a renunțat la coroană și Uroš i-a permis să conducă Zeta ca guvernator, păstrând titlul de rege. La scurt timp, Beloslava s-a întors și i s-a alăturat menținând și ea titlul de regină. 

## Familie
Beloslava și Ștefan Vladislav au avut trei copii: 
- Stefan
- Desa, un župan
- o fiică fără nume, care s-a căsătorit cu un nobil balcanic